# Trupa Trupa
Trupa Trupa – polska grupa muzyczna z Gdańska grająca rocka alternatywnego, wydająca swoje albumy na rynku międzynarodowym, koncertująca na całym świecie. Zespół występował m.in. na Off Festivalu, festiwalu Ars Cameralis, Open’er Festival, Soundrive Festival czy na festiwalu SXWX (South by Southwest) w Teksasie.
W 2023 roku album B Flat A został sklasyfikowany na 6. miejscu w plebiscycie Teraz Rock.

## Skład zespołu
- Grzegorz Kwiatkowski - gitara, śpiew
- Tomek Pawluczuk - bębny
- Wojtek Juchniewicz - gitara basowa, gitara, śpiew
- Rafał Wojczal - instrumenty klawiszowe, gitara

## Dyskografia
Albumy
| Tytuł           | Dane dot. albumu                                               | Pozycja na liście | Sprzedaż | Certyfikat |
| Tytuł           | Dane dot. albumu                                               | POL               | Sprzedaż | Certyfikat |
| --------------- | -------------------------------------------------------------- | ----------------- | -------- | ---------- |
| LP              | - Data: 3 czerwca 2011 - Wydawca: wydanie własne               | -                 |          |            |
| ++              | - Data: 27 kwietnia 2013 - Wydawca: wydanie własne             | -                 |          |            |
| Headache        | - Data: 7 marca 2015 - Wydawca: Blue Tapes and X-Ray Records   | -                 |          |            |
| Jolly New Songs | - Data: 27 października 2017 - Wydawca: Ici d'ailleurs         | -                 |          |            |
| Of the Sun      | - Data: 13 września 2019 - Wydawca: Antena Krzyku, Glitterbeat | -                 |          |            |
| B Flat A        | - Data: 12 lutego 2022 - Wydawca: Glitterbeat                  | -                 |          |            |

### Minialbumy
- 2010: Trupa Trupa (wydanie własne)

### Single
- 2013: "Felicy", "Sunny Day"
- 2017: "To Me", "Coffin"
- 2019: "Dream About", "Remainder", "Longing"